# Maestà

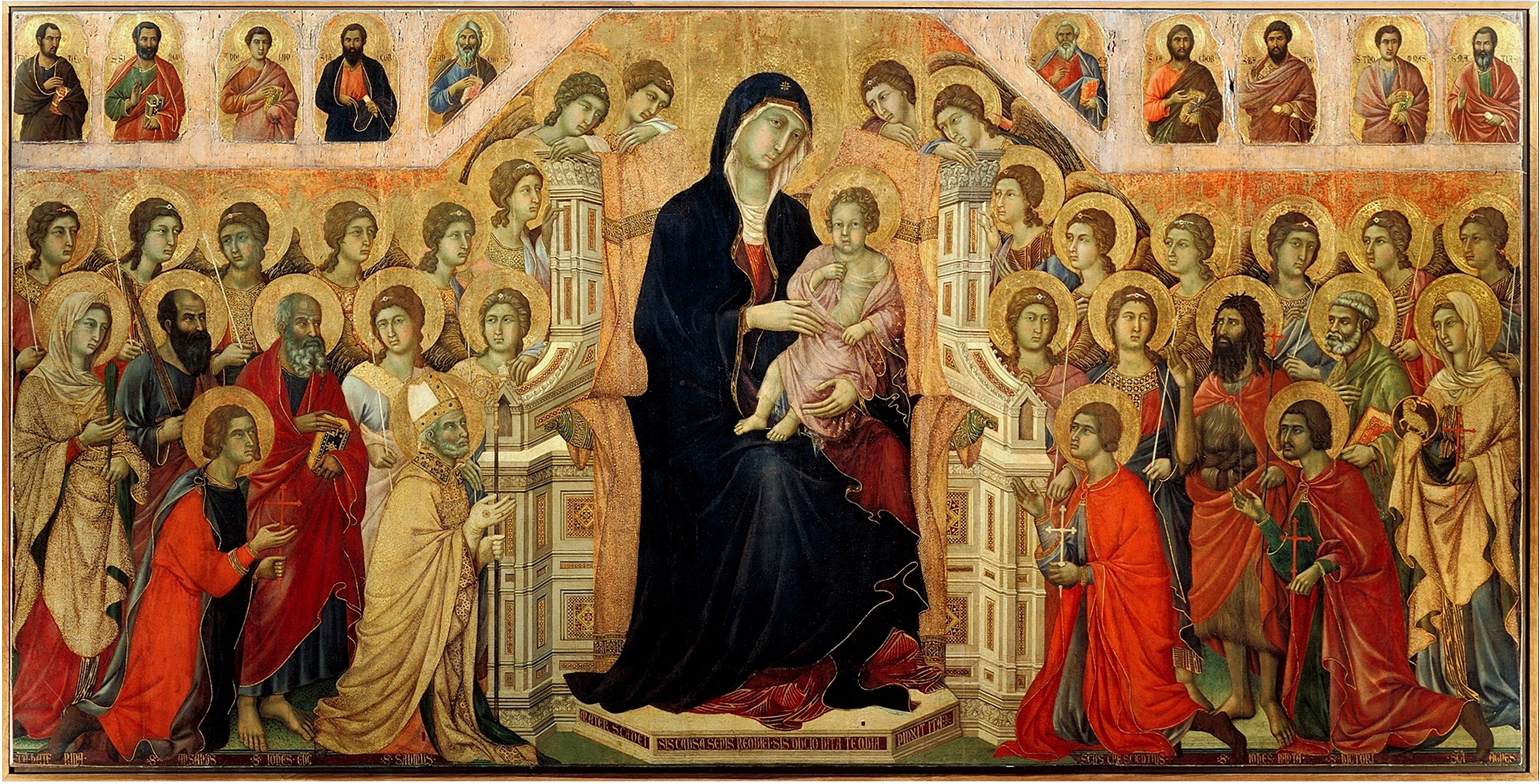
Duccio di Buoninsegna, 1308-1311. Painel, têmpera e ouro sobre madeira. Museu dell'Opera Metropolitana, Piazza Duomo, Siena.

Maestà [ma.eˈsta] (majestade, em italiano) designa a representação de Nossa Senhora com o Menino Jesus sentada em um trono, rodeada por santos, anjos, ou ambos. A Maestà é uma extensão do tema "Sede da Sabedoria" e Maria "Theotokos" (Maria, Mãe de Deus), que é uma contraparte ao ícone de Cristo em Majestade, o Cristo entronizado que é familiar nos mosaicos bizantinos Maria Regina (Maria Rainha) é um sinônimo na História da Arte para a icônica imagem de Maria entronizada com, ou sem, seu Filho
As pinturas que retratam a Maestà entraram no repertório artístico dominante, especialmente em Roma, no final do século XII e início do século XIII, com uma ênfase crescente na veneração da Virgem Maria. A Maestà foi muitas vezes executada em técnica de afresco diretamente em paredes rebocadas ou como pinturas em painéis de altar.

## História
O tema da Virgem Maria com o Menino Jesus entronizados era raro nas obras de arte dos primeiros séculos do cristianismo, na chamada arte cristã primitiva. Em 431, no entanto, a definição de Maria como Theotokos, no Primeiro Concílio de Éfeso, afirmando definitivamente a divindade plena de Cristo e Maria como Mãe de Deus, posteriormente, para enfatizar este conceito, uma Madona e um Menino entronizados receberam um lugar de destaque na decoração monumental das igrejas. Este foi o primeiro dogma mariano na Igreja Católica. Ao longo dos séculos seguiram-se outros dogmas marianos enaltecendo cada vez mais a figura da Virgem Maria, e, concomitantemente, as suas representações na arte.
A Virgem Maria tem sido um dos principais temas da arte ocidental por séculos. Há uma enorme quantidade de arte mariana na Igreja Católica, abrangendo tanto assuntos devocionais como a Virgem e a Criança quanto uma variedade de assuntos narrativos da vida da Virgem, muitas vezes organizados em ciclos. A maioria dos pintores medievais, e desde a Reforma até cerca de 1800, a maioria dos países católicos, produziram obras, incluindo mestres como Michelangelo e Botticelli.
A arte bizantina desenvolveu um grande número de tipos de Madona. Todos são ilustrados em ícones, e um ou outro tipo era geralmente retratado com destaque na parede oriental das igrejas bizantinas abaixo da imagem de Cristo; o local dramatizava seu papel de medianeira entre Cristo e a congregação.

## Exemplos Notáveis
- Madona e o Menino Entronados com Santos, de Rafael Sanzio
- Madonna Rucellai, de Duccio di Buoninsegna
- Majestade de Todos os Santos (Giotto)
- Maestà de Assis (Cimabue)
- Maestà do Louvre (Cimabue)
- Maestà de Orvieto (Coppo di Marcovaldo)
- Maestà, de Duccio di Buoninsegna
- Nossa Senhora com o Menino e Anjos Músicos (Álvaro Pires)
- Pala di Fiesole
- Virgem Santa de Glatz
- A Virgem e o Menino entre os Santos João e Agostinho (Perugino)
- A Virgem e o Menino entre os Santos João Batista e Sebastião (Perugino)